# 1999 (песня Принса)
«1999» — сингл американского музыканта Принса, заглавная композиция с его одноимённого альбома (1999) 1982 года. Исполнена Принсом и его группой The Revolution.
В 1999 году Принс перезаписал композицию и выпустил её на макси-сингле «1999: The New Master» — в качестве ответа Warner Bros., на правах правообладателя запустившим в канун нового тысячелетия в радиоэфир оригинальную «1999».
В 2004 году журнал Rolling Stone поместил песню «1999» на 212-е место своего списка «500 величайших песен всех времён»; в списке 2011 года песня находится на 215-м месте.
А в 2014 году британский музыкальный журнал New Musical Express поместил «1999» в исполнении Принса на 313-е место уже своего списка «500 величайших песен всех времён».
В апреле 2016 года, вскоре после смерти певца, читатели англоязычного веб-сайта журнала Rolling Stone (по результатам проведённого на нём опроса) поместили песню «1999» на 5-е место в списке лучших песен Принса.

## Запись
Альбомная версия песни начинается с замедленного голоса, произносящего фразу: «Не волнуйся, я не сделаю тебе больно. Я лишь хочу, чтобы тебе было весело». На этой композиции Принс делит вокальные партии с участниками своей группы The Revolution, а точнее Дезом Дикерсеном, Лизой Колман и Джилл Джонс.

## Чарты
| Чарт (1983—85)                       | Наив. поз. |
| ------------------------------------ | ---------- |
| Новая Зеландия                       | 4          |
| Ирландия                             | 3          |
| Великобритания                       | 2          |
| Нидерланды                           | 14         |
| Австралия                            | 2          |
| Канада                               | 6          |
| США (Billboard Hot 100)              | 12         |
| США (Billboard Hot R&B Singles)      | 4          |
| США (Billboard Hot Dance Club Songs) | 1          |